# Prinia polychroa
Prinia polychroa е вид птица от семейство Cisticolidae.

## Разпространение
Видът е разпространен във Виетнам, Индонезия, Камбоджа, Китай, Лаос, Мианмар и Тайланд.